# Rhacocarpus
Rhacocarpus, rod pravih mahovina smješten u vlastitu porodicu Rhacocarpaceae, dio reda Hedwigiales. Pripada mu najmanje osam vrsta.

## Vrste
1. Rhacocarpus alpinus Paris, 1900
2. Rhacocarpus apiculatus Paris, 1898
3. Rhacocarpus chlorotus Herzog, 1916
4. Rhacocarpus excisus Paris, 1898
5. Rhacocarpus inermis Lindberg in Brotherus, 1891
6. Rhacocarpus purpurascens Paris, 1900
7. Rhacocarpus rehmannianus Wijk & Margadant, 1960
8. Rhacocarpus strictipilus Paris, 1900